# Cnemaspis beddomei
Espèce
Synonymes
- Gymnodactylus beddomei Theobald, 1876
- Gymnodactylus marmoratus Beddome, 1870

Statut de conservation UICN

 DD  : Données insuffisantes
Cnemaspis beddomei est une espèce de geckos de la famille des Gekkonidae.

## Répartition et habitat
Cette espèce est endémique au sud des Ghâts occidentaux en Inde. Elle se rencontre au Tamil Nadu et au Kerala. On la trouve sous les rochers dans la forêt tropicale humide.

## Description
Cnemaspis beddomei mesure, queue non comprise, jusqu'à 50,6 mm.

## Étymologie
Cette espèce est nommée en l'honneur de Richard Henry Beddome. Celui-ci avait décrit Gymnodactylus marmoratus en 1870 mais ce nom était préoccupé par Gymnodactylus marmoratus (Gray, 1831) (Cyrtodactylus marmoratus de nos jours) ; William Theobald l'a donc renommé Gymnodactylus beddomei.

## Publication originale
- Theobald, 1876 : Descriptive catalogue of the reptiles of British India. p. 1-238 (texte intégral).